# شريف الجمل
شريف الجمل (من مواليد 23 ديسمبر 1973) هو مطور عقاري أمريكي مصري. وهو رئيس مجلس الإدارة والرئيس التنفيذي لشركة سوهو العقارية ، وهي شركة عقارية مقرها مانهاتن ، نيويورك ، الولايات المتحدة حاز الجمل على الاهتمام الدولي في عام 2010 لدوره في تطوير بارك 51 (بيت قرطبة) ، وهو مركز إسلامي مخطط ومصلى يقع على بعد كتلتين من الأبنية من موقع مركز التجارة العالمي . 

## سيرة شخصية
ولد الجمل في بروكلين ، نيويورك  لأب مصري مسلم وأم كاثوليكية رومانية من أصل بولندي في 23 ديسمبر 1973. 
عاش في بروكلين حتى سن التاسعة عندما توفيت والدته. ثم تبع والده إلى ليبيريا ومصر حيث التحق بمدرسة شوتز الأمريكية . عاد الجمل إلى الولايات المتحدة للالتحاق بالجامعة ، حيث التحق بالعديد من جامعات نيويورك لكنه ترك الدراسة في النهاية عندما قرر التوقف عن متابعة التعليم الرسمي. 